# Ваља Урсулуј (Бузау)
Ваља Урсулуј (рум. Valea Ursului) насеље је у Румунији у округу Бузау у општини Манзалешти. Oпштина се налази на надморској висини од 608 m.

## Становништво
Према подацима из 2002. године у насељу је живело 86 становника, од којих су сви румунске националности.